# FC Udfordringen

FC Udfordringen (eller Exercitus For Christ Udfordringen) er en dansk fodboldklub beliggende i København. 
Klubben har tre herre seniorhold – alle er placeret i lokalserierne under Københavns Boldspil-Union (KBU), hvoraf førsteholdet spiller i Serie 1 i 2016/2017-sæsonen. Derudover har klubben et 7-mands hold i KBUs damerækker. Klubben hører til i Valby Idrætsanlæg, på Julius Andersensvej 1,tæt ved København Syd Station.

## Klubbens historie
Fodboldklubben blev grundlagt 2004 som den første lokal afdeling af Exercitus For Christ, der på daværende tidspunkt var en landsdækkende organisation fra 2001, som arrangerede ture til sommerfodboldstævner for unge kristne. Ved en stiftende generalforsamling valgte en lokal gruppe under ledelse af Jonas Weinkouff at tilmelde et hold i Københavns Boldspil-Unions rækker. Det blev grundlaget for klubben, som nu har 4 hold og omkring 100 medlemmer. Klubben er bygget på kristne idealer, noget som kommer til udtryk gennem klubbens formål. Klubben fungerer som et sted, hvor kristne på tværs af kirkeskel kan mødes og have fællesskab om fodbolden. Samtidig gør FC Udfordringen meget ud af social ansvarlighed, og afholder et årligt arrangement til fordel for fattige børn i Brasilien samt donerer penge til lokale sociale formål. Klubben sætter ikke krav til det enkelte medlems personlige tro, og ca. 1/2 af medlemmerne er ikke kirkevante.
FC Udfordringen spiller stadig i de samme farver, som moderorganisationen i sin tid optrådte i; blå og rød. Klubben overvejede efter et par gode år, og 3 hold i 2007, om den skulle fortsætte, da der var en svag medlemstilslutning. Men en god kerne holdt fast, og to 11-mands hold blev lavet om til 7-mandshold. Herefter fik klubben ny fremgang med mange medlemmer og hold.
Da klubben startede, var der ikke baner nok i Københavns Kommune til alle klubber. Derfor foregik de første træninger på nogle græsarealer syd for Damhussøen. Målene var lavet af kegler, og der var i den første tid oftest mellem 5-10 til træning. Med tiden blev klubben bevilliget baner på Nørrebro, der enten tilhørte skoler eller reelt var baggårde, hvor etagebyggeri tordnede op på alle sider af den lille bane, og omklædningsfaciliteter var der intet af. Den ene bane var oven i købet mindre end en 5-mandsbane. Der gik 2 år før klubben endelig havde bevist sin stædighed og fik træningsbaner i Valby idrætspark, hvor kampene i forvejen oftest blev spillet. Det er også her klubben nu har hjemmebane, omklædning og skabsplads.

## Navneskifte
I 2009 fik klubben et tilbud om et tættere samarbejde med den kristne avis Udfordringen (udfordringen.dk). Klubbens kampe og aktiviteter blev, og bliver, dækket massivt af avisen og Udfordringen valgte at blive navnesponsor for klubben. På en ekstraordinær generalforsamling vedtog medlemmerne derfor et navneskifte til For Christ Udfordringen (FC Udfordringen i dagligdags tale). Klubben skiftede ved samme lejlighed også logo, men beholdt korset som det centrale tegn.
Klubben gjorde sig særligt bemærket i 2012, da det lykkedes at hente den på det tidspunkt aktuelle superligaspiller fra HB Køge, Fabinho, til klubben som træner for klubbens førstehold. Fabinho var som træner i FC Udfordringen stadig aktiv 1. divisionsspiller i HB Køge.
I 2013 har klubben imponeret ved at nå til landspokalens første nationale runde for første gang i klubbens historie. Her slog man Virum-Sorgenfri BK ud af turneringen, før FC Udfordringen tog imod OB fra superligaen i 2. runde. Med 1316 tilskuere på Valby Idrætspark endte kampen 1-9.

## Hall of Fame
1. Februar 2015 fejrede klubben sit 10-års jubilæum med et større festarrangement og opvisningskamp mod HIK fra 2. division som meget sigende endte 0-10. Ved jubilæet blev Hall of Fame indført i klubben, og de 4 første Hall of Fame're er "Holdet anno 2005", Jens Jørgensen, Kasper Grove Sørensen Sara Friis og David Zimmermann. Se klubbens hjemmeside for mere om Hall of Fame og personerne.

## Klubbens formænd
| 2005 - 2007 | Jens Jørgensen         |
| 2008 - 2009 | Niels Møller           |
| 2010 - 2016 | Jonas Weinkouff Hansen |
| 2017 -      | Benjamin Larsen        |

## Klubbens trænere
| År        | Herrer                                         | Damer             |
| --------- | ---------------------------------------------- | ----------------- |
| 2005-2006 | Jonas Weinkouff Hansen                         | Sara Friis (2006) |
| 2007      | Kenneth Larsen                                 | Martin Berthelsen |
| 2008      | Jonas Weinkouff Hansen & Tobias Ambs-Thomsen   | Sara Friis        |
| 2009-2010 | Tobias Ambs-Thomsen                            | Filip Skovgaard   |
| 2010-2011 | Tobias Ambs-Thomsen & John Blom                | Mette Westen      |
| 2011-2012 | Fabinho, Tobias Ambs-Thomsen & John Blom       |                   |
| 2012-2013 | Fabinho, Tobias Ambs-Thomsen                   | Mette Iversen     |
| 2013-2014 | Tobias Ambs-Thomsen, Peter Anthon & Mads Drake | Mette Iversen     |
| 2014-2015 | Peter Anthon & Mads Drake                      | Signe Birkedal    |
| 2016      | Peter Anthon & Jan Vedel                       | Mette Iversen     |
| 2016      | Peter Anthon & Christian Kjær                  | Mette Iversen     |
| 2017-     | Peter Anthon & Claus Kindt                     |                   |

## Årets spiller i klubben gennem tiderne
| 2005 | Jens Jørgensen          |
| 2006 | René Gren Hansen        |
| 2007 | Jonas Weinkouff Hansen  |
| 2008 | Simon Bastrup Grud      |
| 2009 | Michael Tell            |
| 2010 | David Zimmermann        |
| 2011 | Joachim Skov-Martinet   |
| 2012 | David Zimmermann        |
| 2013 | Claus Christiansen (CC) |
| 2014 | Martin Vixø             |
| 2015 | Benjamin Larsen         |
| 2016 | Martin Vixø             |

## Veteranerne (2016-tal)
| Joachim Skov-Martinet  | 159 kampe |
| Claus Christiansen     | 156 kampe |
| Jonas Weinkouff Hansen | 133 kampe |
| Thomas Larsen          | 131 kampe |
| Benjamin Larsen        | 125 kampe |
| David Zimmermann       | 113 kampe |
| Tobias Ambs-Thomsen    | 111 kampe |
| Christian Kjær         | 104 kampe |

"Sportslige bedrifter"
De sportslige resultater for klubbens førstehold i Danmarksturneringen og serierne under KBU igennem årene:
| År        | Placering         | Kampe | Målscore | Point | Pokalturnering | Topscorer                                           |
| --------- | ----------------- | ----- | -------- | ----- | -------------- | --------------------------------------------------- |
| 2005      | Nr. 6 i serie 4   | 22    | 84-59    | 35    | ikke deltaget  | Jens Jørgensen, 32 mål                              |
| 2006      | Nr. 3 i serie 4   | 20    | 84-59    | 35    | 2. runde i KBU | Jens Jørgensen, 32 mål                              |
| 2007      | Nr. 3 i serie 4   | 20    | 86-37    | 40    | 2. runde i KBU | Jens Jørgensen, 30 mål                              |
| 2008      | Vinder af serie 4 | 18    | 51-31    | 38    | 2. runde i KBU | Claus Kindt, 26 mål                                 |
| 2009      | Nr. 10 i serie 3  | 13    | 20-28    | 16    | 2. runde i KBU | Kaleb Knutzen, 5 mål                                |
| 2009/2010 | Nr. 5 i serie 3   | 24    | 70-60    | 40    | 3. runde i KBU | David Zimmermann, 20 mål                            |
| 2010/2011 | Nr. 2 i serie 3   | 26    | 92-44    | 57    | 4. runde i KBU | Claus Christiansen og Joachim Skov-Martinet, 18 mål |
| 2011/2012 | Nr. 6 i serie 2   | 26    | 58-51    | 37    | 4. runde i KBU | David Zimmermann, 14 mål                            |
| 2012/2013 | Nr. 6 i serie 2   | 26    | 73-61    | 46    | 2. runde i DBU | Martin Everland, 22 mål                             |
| 2013/2014 | Nr. 2 i serie 2   | 26    | 87-47    | 57    | 2. runde i KBU | Martin Everland, 15 mål                             |
| 2014/2015 | Nr. 5 i serie 1   | 26    | 66-58    | 38    | 3. runde i KBU | Martin Vixø,18 mål                                  |
| 2015/2016 | Nr. 4 i serie 1   | 26    | 62-48    | 49    | 4. runde i KBU | Martin Vixø, 15 mål                                 |
|           |                   |       |          |       |                |                                                     |